# グラスゴー・クイーンストリート鉄道事故
グラスゴー・クイーンストリート鉄道事故（英: Glasgow Queen Street rail accident）とは1928年10月12日にロンドン・アンド・ノース・イースタン鉄道グラスゴー・エディンバラ線のグラスゴー・クイーンストリート駅に隣接したトンネルで発生した鉄道事故である。トンネルを通る42-44分の1の急勾配を登っていた列車がスリップして停車後に後退し、入れ替え中の空の各駅停車に衝突した。この事故で乗客3人が死亡し乗客52人と乗務員3人が負傷した。事故の詳細は鉄道検査局 (Railway Inspectorate) の事故報告書に記載されている。調査はA.C.トレンチ大佐によって行われた。  

## 事故の経過
グラスゴーを午後9時45分に出発したエディンバラ行き急行列車は6382号機関車「コロネル・ガーディナー」（クラスD11 "ディレクター"、車軸配置 4-4-0）と客車5両で編成されていた。線路は油で汚れ滑りやすくなっており、機関車は最初から空転を繰り返していた。列車はトンネル内を600ヤード走行したものの空転がひどく後退し始めた。これは事故後、軌道上に滑走痕が見られたことから判明した。トンネルは真っ暗でばい煙や蒸気が充満していたため、機関士は列車が空転し後退していることに気付かなかった。
会社側は急勾配での空転による後退の可能性を予想しており、列車がトンネルの末端に到着したと表示器が示すまでは、走行中の列車の後方に障害物があってはならないという規則を定めていた。そのため他の列車は、先行列車の後方にある側線に停車していれば危険はなかった。しかし、信号扱い手は後続のアロア (Alloa) 行き各駅停車となる車両を入れ替えのためトンネル内へ進出させた。これは駅構内が非常に狭かったため必要な入れ替え作業であったが、急行列車がトンネルを抜けきっていなかったため本来ならば規則違反であった。これにより各駅停車の機関車は後退してきた急行列車の後部と衝突し、急行列車の後方の客車3両が大破した。
6382号機関車の運転士は蒸気式砂撒き装置を使用しており、事故が発生前に機器を点検した際、進行方向右側の砂撒き装置は調子が良いが、左側の砂撒き装置は一部しか作動していないことに気づいた。しかし事故後に検査したところ、蒸気供給管の破損により、右側の砂撒き装置も作動していなかったことが分かった。砂撒き装置の故障による粘着力の低下により後退が発生したものと思われる。
トレンチ大佐は事故の主な責任は、このような状況で事故を未然に防ぐよう定められた規則に従わなかった信号扱い手にあるとした。また、機関士は列車がスリップして後退し始めたことや砂撒き装置が故障していることが運転中には容易に判断することができなかったとしても、砂撒き装置の蒸気供給管の欠陥を事故発生前に発見できなかったことも事故発生の一因とした。
悲劇的なことに、死者のうちの1人は3時間前に結婚した若い男性であり、彼の花嫁は事故により足を切断した。

### この事故と関係がある事故
酷似した事故が1945年にロンドン・キングス・クロスで発生している。事故現場はゆるやかな勾配であったが積み荷が重かったため事故が発生した。
他の事故は急勾配のトンネルのふもとで1951年と1977年に発生している。どちらの場合も事故原因は勾配を下っていた単行機関車（列車と連結されていない）のブレーキ故障であった。